# Dingisweiler
Dingisweiler ist ein Gemeindeteil des Marktes Ronsberg im schwäbischen Landkreis Ostallgäu in Bayern.

## Geografische Lage
Das Dorf liegt am Rande der Region Allgäu, auf einem Höhenrücken drei Kilometer nordwestlich von Ronsberg, zwischen den Städten Memmingen und Kaufbeuren, von beiden etwa 20 km entfernt.
Dingisweiler ist landwirtschaftlich geprägt. In der Ortsmitte befindet sich eine Kapelle, die dem Hl. Leonhard geweiht ist. Kirchengemeindlich gehört der Ort zur Pfarrei Engetried im Landkreis Unterallgäu.